# Stegastes obreptus
Stegastes obreptus, thường được gọi là cá thia Tây phương, là một loài cá biển thuộc chi Stegastes trong họ Cá thia. Loài này được mô tả lần đầu tiên vào năm 1948.

## Phân bố và môi trường sống
S. obreptus được phân bố rộng rãi ở Ấn Độ Dương - Thái Bình Dương, từ vùng duyên hải Đông Phi, băng qua Sri Lanka và Ấn Độ đến Đông Nam Á, phía bắc giới hạn đến quần đảo Ryukyu; phía nam đến miền bắc nước Úc (từ bang Tây Úc đến quần đảo Abrolhos). S. obreptus thường sống xung quanh các rạn san hô chết hoặc những bãi đá ngầm, những khu vực ít sóng, ở độ sâu khoảng 2 – 10 m.

## Mô tả
S. obreptus trưởng thành dài khoảng 12 cm. S. obreptus trưởng thành có màu nâu xám. Vảy lớn có viền đen, tạo thành các dải sọc trên cơ thể. Hai bên đầu có vài chấm nhỏ màu xanh lam. Môi màu nâu sẫm. Vây bụng và vây hậu môn có màu xanh sáng. Cá con có đốm đen trên vây lưng. Vây lưng mềm, vây hậu môn và vây đuôi có màu vàng. S. obreptus có hình dáng và màu sắc tương đồng với loài Stegastes fasciolatus, nhưng S. fasciolatus không có màu vàng ở sau cơ thể.
Số ngạnh ở vây lưng: 13; Số vây tia mềm ở vây lưng: 14 - 16; Số ngạnh ở vây hậu môn: 2; Số vây tia mềm ở vây hậu môn: 12 - 14.
Thức ăn của S. obreptus là rong tảo và các loại động vật không xương sống (giun, giáp xác, ốc biển). S. obreptus sinh sản theo cặp, trứng được đặt trong các hốc đá và được bảo vệ bởi cá đực. S. obreptus có tính lãnh thổ.